# Sinard
Sinard è un comune francese di 652 abitanti situato nel dipartimento dell'Isère della regione dell'Alvernia-Rodano-Alpi, situato a 33 km. a sud di Grenoble.

## Società

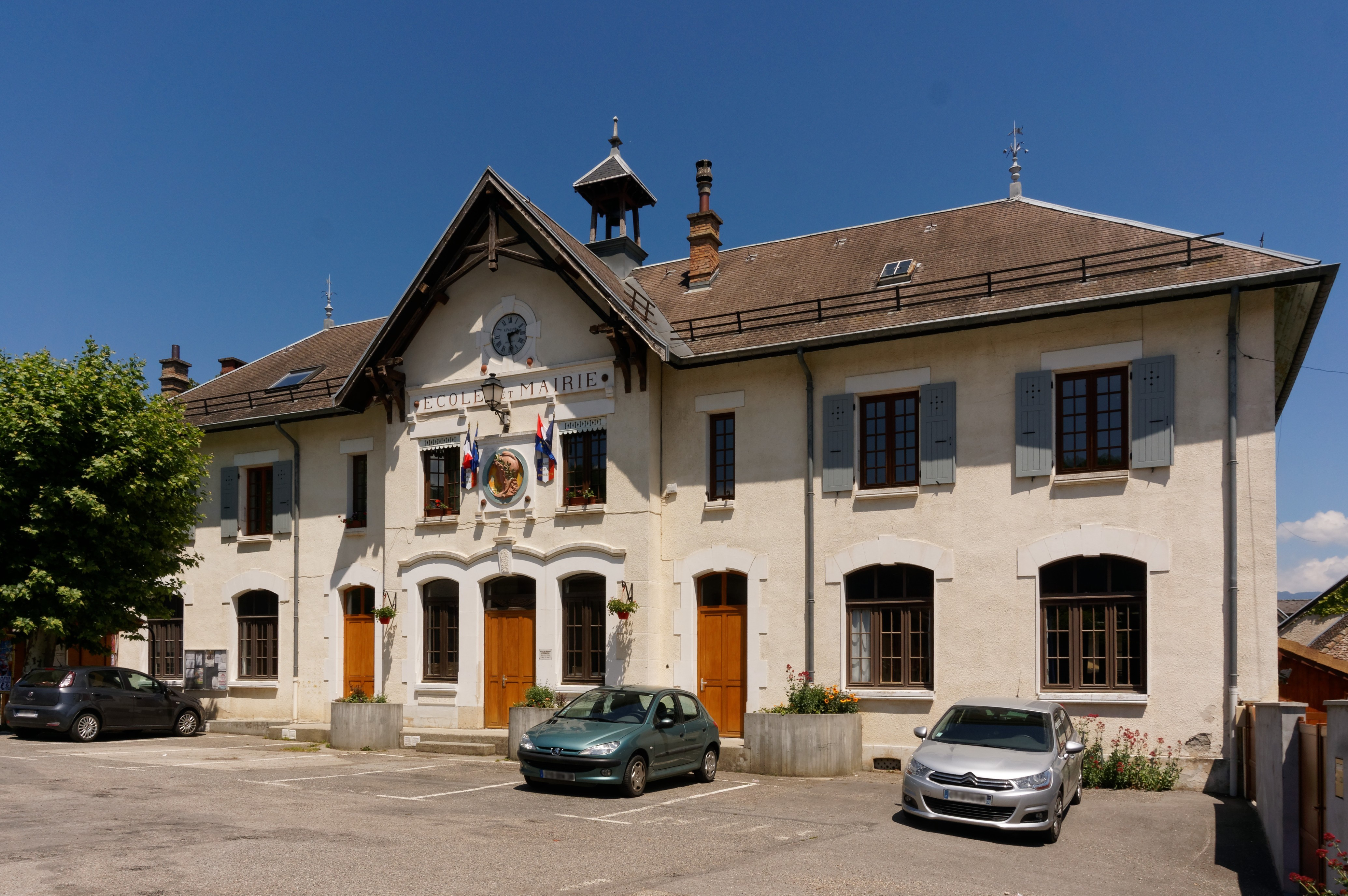
Il Municipio di Sinard

### Evoluzione demografica
Abitanti censiti